# Ian Bridge
Ian Christopher Bridge (Victoria, Columbia Británica, Canadá, 18 de septiembre de 1959) es un exfutbolista y entrenador canadiense. Jugó como defensor. 
Actualmente es miembro de Canada Soccer Hall of Fame desde el 2003.

## Selección nacional
Ha sido internacional con la Selección de fútbol de Canadá, disputó 34 partidos internacionales y marcó cinco goles, y participó en la Copa Mundial de Fútbol de 1986, siendo la primera participación y única de su país, jugó los tres encuentros del equipo en la fase de grupos, pero no lograron clasificarse a la siguiente ronda. También disputó por el seleccionado canadiense en el torneo de los Juegos Olímpicos de Los Ángeles de 1984. Formó parte del equipo juvenil en el Mundial de esa categoría en 1979. Por último, jugó la Copa de Oro de la Concacaf 1991.

### Participaciones en Juegos Olímpicos
| Torneo                   | Sede        | Resultado        |
| ------------------------ | ----------- | ---------------- |
| Juegos Olímpicos de 1984 | Los Ángeles | Cuartos de final |

### Participaciones en Copas del Mundo
| Mundial                        | Sede   | Resultado    |
| ------------------------------ | ------ | ------------ |
| Copa Mundial de Fútbol de 1986 | México | Primera fase |

## Clubes

### Como jugador
| Club                      | País           | Año         |
| ------------------------- | -------------- | ----------- |
| Seattle Sounders          | Estados Unidos | 1979 − 1983 |
| Seattle Sounders (indoor) | Estados Unidos | 1980 − 1981 |
| Vancouver Whitecaps       | Canadá         | 1984        |
| Tacoma Stars              | Estados Unidos | 1985 - 1986 |
| FC La Chaux-de-Fonds      | Suiza          | 1985 − 1990 |
| Victoria Vistas           | Canadá         | 1990        |
| Kitchener Kickers         | Canadá         | 1991        |
| North York Rockets        | Canadá         | 1991        |

### Como entrenador
| Club                                                       | País   | Año                |
| ---------------------------------------------------------- | ------ | ------------------ |
| FC La Chaux-de-Fonds                                       | Suiza  | 1989 − 1990        |
| Universidad de Victoria                                    | Canadá | 1990 − 2000        |
| Selección femenina de Canadá (entrenador asistente)        | Canadá | 1997 - Desconocido |
| Selección Sub-20 femenina de Canadá (entrenador asistente) | Canadá | 2001 − 2008        |
| Selección Sub-20 femenina de Canadá                        | Canadá | 2008               |
| Selección Sub-17 femenina de Canadá                        | Canadá | 2009 − 2010        |
| Victoria Highlanders                                       | Canadá | 2010               |